# Charltoniada
Charltoniada és un gènere d'arnes de la família Crambidae.

## Taxonomia
- Charltoniada acrocapna (Turner, 1911)
- Charltoniada apicella (Hampson, 1896)